# Lampeji
Lampeji is een bestuurslaag in het regentschap Jember van de provincie Oost-Java, Indonesië. Lampeji telt 11.400 inwoners (volkstelling 2010).